# Надеждино (Крым)
Наде́ждино (ранее Тогу́н; укр. Надеждине, крымскотат. Toğun, Тогъун) — село в Красноперекопском районе Республики Крым, входит в состав Красноармейского сельского поселения (согласно административно-территориальному делению Украины — Красноармейского сельского совета Автономной Республики Крым).

## Население
| 2001 | 2014 |
| ---- | ---- |
| 148  | ↘88  |

Всеукраинская перепись 2001 года показала следующее распределение по носителям языка
| Язык             | Процент |
| ---------------- | ------- |
| крымскотатарский | 52.7    |
| русский          | 20.27   |
| украинский       | 17.57   |
| молдавский       | 6.08    |

### Динамика численности
| - 1915 год — 72/19 чел. - 1926 год — 92 чел. - 1989 год — 22 чел. | - 2001 год — 148 чел. - 2009 год — 91 чел. - 2014 год — 88 чел. |

## Современное состояние
На 2017 год в Надеждино числится 5 улиц; на 2009 год, по данным сельсовета, село занимало площадь 71,7 гектара, на которой в 40 дворах проживал 91 человек.

## География
Надеждино расположено на северо-востоке района, на низменном Сивашском полуострове, высота центра села над уровнем моря — 6 м. Ближайшее село — Красноармейско в 5 км на юго-восток. Расстояние до райцентра — около 26 километров (по шоссе), ближайшая железнодорожная станция — Воинка (на линии Джанкой — Армянск) — примерно 22 километра. Транспортное сообщение осуществляется по региональной автодороге 35Н-299 Кугаранская дамба — Воинка (по украинской классификации — С-0-10728).

## История
Впервые в доступных источниках название встречается а Статистическом справочнике Таврической губернии 1915 года, согласно которому в усадьбе Тугун (на земле барона Гинзбурга, арендованной Тимошиным) Воинской волости Перекопского уезда числилось 2 двора с русским населением в количестве 65 человек приписных жителей и 11 «посторонних», из которых 20 мужчин и 13 женщин. О владении землёй сведений нет, в хозяйствах имелось 75 лошадей.
После установления в Крыму Советской власти, по постановлению Крымревкома от 8 января 1921 года № 206 «Об изменении административных границ» была упразднена волостная система, Перекопский уезд переименовали в Джанкойский, в котором был образован Ишуньский район, в состав которого включили село, а в 1922 году уезды получили название округов. 11 октября 1923 года, согласно постановлению ВЦИК, в административное деление Крымской АССР были внесены изменения, в результате которых округа были отменены, Ишуньский район упразднён и село вошло в состав Джанкойского района. Согласно Списку населённых пунктов Крымской АССР по Всесоюзной переписи 17 декабря 1926 года, в селе Тугун-Надеждовка, Якиш-Кашкарского сельсовета Джанкойского района, числилось 13 дворов, все крестьянские, население составляло 75 человек, из них 19 украинцев, 55 русских, 1 записан в графе «прочие». Есть данные, что с 1928 года Тугун определили центром сельсовета. Постановлением ВЦИК от 30 октября 1930 года был восстановлен Ишуньский район и село, вместе с сельсоветом, включили в его состав. Постановлением Центрального исполнительного комитета Крымской АССР от 26 января 1938 года Ишуньский район был ликвидирован и создан Красноперекопский район с центром в поселке Армянск (по другим данным 22 февраля 1937 года). На 1940 год Тугун уже был центром Тугунского сельсовета. Время упразднения совета и переименования села не установлено, при этом на подробной карте РККА северного Крыма 1941 года и на карте 1942 года на месте Тугуна — Надеждино безымянные сараи.

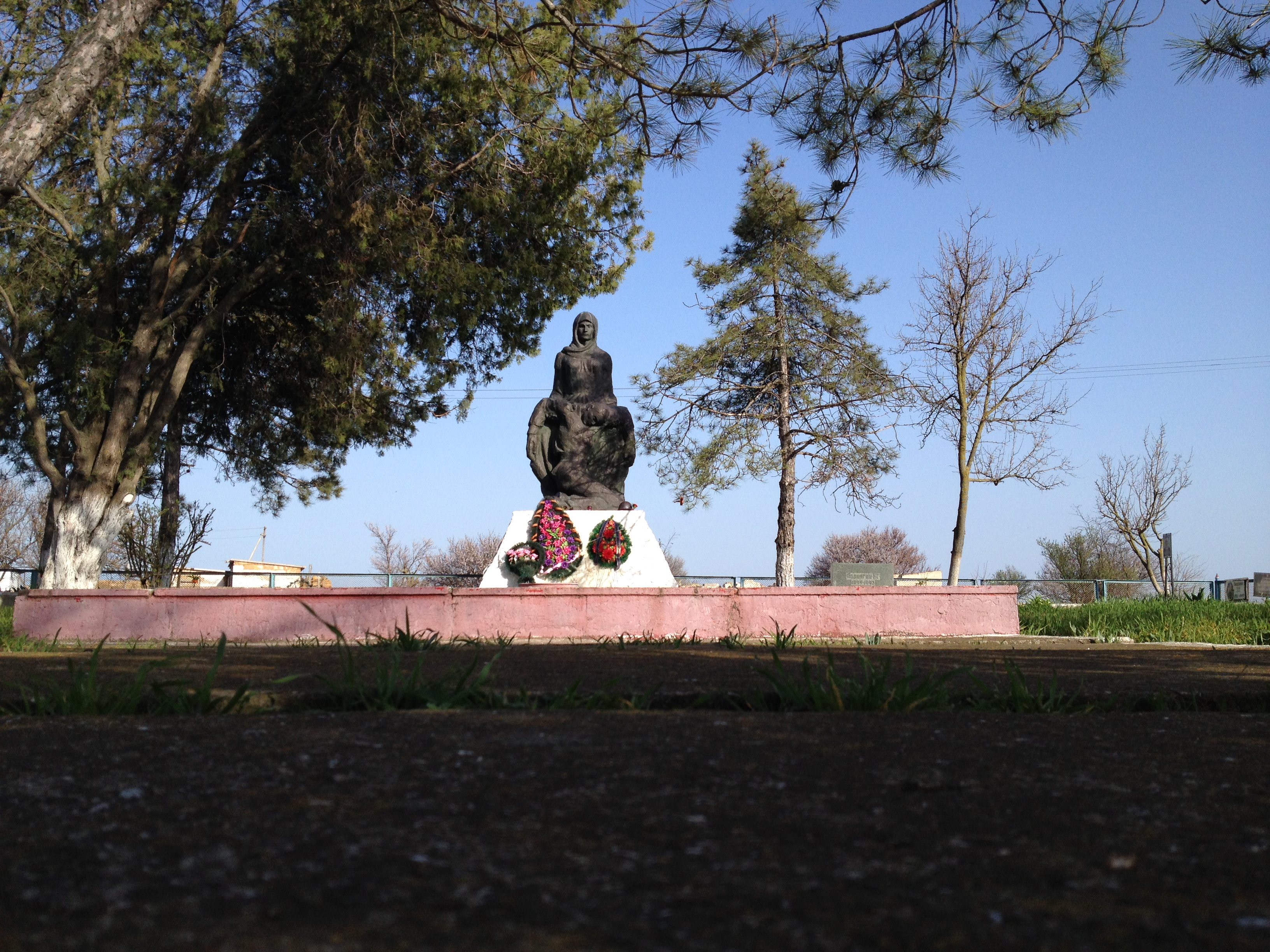
Группа из 6-ти могил советских воинов, погибших в боях у Сивашской дамбы, ул. Победы

В годы Великой Отечественной войны, при обороне Крыма в октябре 1941 года, в окрестностях Надеждино шли ожесточённые бои по недопущению прорыва немецко-фашистских войск в Крым через Кугаранскую дамбу, которые вели воины 397-го полка 106-й стрелковой дивизии, 47-го стрелкового полка 156-й стрелковой дивизии и 151-го кавалерийского полка. Не менее тяжёлые бои велись в районе дамбы осенью 1943 года, при проведении Мелитопольской операции и весной 1944 года во время освобождения Крыма. В наступательных сражениях участвовали 216-й, 257-й, 279-й стрелковых дивизий, 19-го танкового корпуса и других частей. В этих боях погибло 1204 воина, похороненных в шести могилах. В 1946 году у могил был установлен памятник, в 1976 году заменённый на новый в виде скульптурной двухфигурной композиции с «вечным огнём» и мемориальными досками с фамилиями погибших. Автор памятника неизвестен, работа выполнена Киевским художественным фондом. Постановлением Совета министров Республики Крым № 627 от 20 декабря 2016 года памятник отнесён к категории объектов культурно-исторического наследия России регионального значения.
С 25 июня 1946 года Тугун — Надеждино в составе Крымской области РСФСР, а 26 апреля 1954 года Крымская область была передана из состава РСФСР в состав УССР. Время включения в Вишнёвский сельсовет пока не установлено: на 15 июня 1960 года село уже числилось в его составе, как и на 1968 год.
Также известно, что в 1963 году колхоз «Надеждино» был объединён в колхоз «Северный» с центральной усадьбой в Красноармейском. На 1977 год Надеждино в составе Красноармейского сельсовета. По данным переписи 1989 года в селе проживало 22 человека. С 12 февраля 1991 года село в восстановленной Крымской АССР, 26 февраля 1992 года переименованной в Автономную Республику Крым. С 21 марта 2014 года в составе Крыма аннексировано Россией.

## Хутор Тугун
Располагался примерно севернее села (Тугун II). По Статистическому справочнику Таврической губернии. Ч.II-я. Статистический очерк, выпуск пятый Перекопский уезд, 1915 год на хуторе Тугун, (на земле барона Гинзбурга, арендованная Калмыковым) числился 1 двор, 7 человек приписных жителей и 8 «посторонних», из которых 9 мужчин и 6 женщин. При хуторе числилось 5080 десятин удобной земли, в хозяйстве имелось 44 лошади. Согласно Списку населённых пунктов Крымской АССР по Всесоюзной переписи 17 декабря 1926 года, на хуторе Тугун, Ново-Уржинского сельсовета Джанкойского района, числилось 16 дворов, все крестьянские, население составляло 92 человека, из них 63 украинца и 29 русских. В дальнейшем в доступных источниках не встречается.